# Желязко Грънчаров
Желязко Грънчаров (на английски: Jack the Anarchist (Jack Grancharoff)) е анархист от България и политически емигрант в Австралия.

## Биография
Роден е на 5 юли 1925 г. в град Малко Търново. По време на Втората световна война, определяйки се като антифашист си сътрудничи с комунистите. След 9 септември 1944 г. участва в правителството на Отечествения фронт, като представител на младежката секция на БЗНС. Отказва да участва в Учредителното събрание на организацията на комунистическата младеж, заради което е наказан с „порицание“.
След разцеплението на Отечествения фронт Желязко Грънчаров се присъединява към опозицията. Заради агитаторска дейност в нейна подкрепа е обявен за враг на народа и изключен от БЗНС, която е все още част от ОФ. В началото на 1947 г., когато опозицията след репресии е на практика унищожена, Желязко Грънчаров е арестуван и изпратен в „трудов лагер“ за седем месеца. Там се запознава с анархисти и се включва в тяхната лагерна група. Това е повратен момент, който определя възгледите му, до края на живота.
В края на 1947 г., заедно със свой приятел, преминава нелегално границата с Турция, където пребивава две години и работи в Кючюк Ланга. Първите шест месеца от емиграцията си  Желязко Грънчаров прекарва в полицейския арест, но след освобождението си се свързва с Международната организация за бежанците. Оттам Желязко заминава за Италия, където е устроен в бежански лагер в близост до град Лече. Крайната му цел е да емигрира във Франция, но заради политическите му убеждения не е допуснат и затова подава документи за Австралия. Пред имиграционните власти скрива анархистките си възгледи, като акцентира върху факта, че е бил земеделкси деятел.
През 1950 г. Желязко Грънчаров се установява в Австралия. Живее в градчетата Имбил и Мариба. След период на изолация в селските райони той започва да контактува с широк кръг радикали, бохеми и емигранти по източното крайбрежие на Австралия. След заминаването си в Сидни се свързва с групата Libertarian Push, покрай която получава прякора си Джак Анархиста. С други български анархисти създава малък клуб, а по-късно се включва и в Австралийското анархистическо общество.
| „ | Единственият велик говорител от тази епоха, за когото знам, че е все още жив, е 80-годишният Джак Гранчаров, българският анархист, който говореше години наред, кацнал на върха на бъчва. Той завършва с магистърска степен по политика от университета „Macquarie“ в Сидни, но му отказват дори случайна преподавателска длъжност с мотива, че английският му език не е достатъчно добър. | “ |

Поради неговият активизъм той е постоянно под наблюдение от A.S.I.O., вътрешните тайни служби на Австралия. В резултат поредица от Австралийски правителства му отказват паспорт. Това продължава с десетилетия, оставяйки го без гражданство. През 1970 г. най-после му е издадено специално разрешение за шест месеца, благодарение на Югославски дипломати и Джак се връща в Европа с намерение да посети майка си в България, но режимът не му позволява да влезе в страната. Той никога повече няма да види родителите си. След това неговите пътувания, поне до Европа, са редки чак до края на 20-ти век, когато най-после му е дадено Австралийско гражданство и паспорт. След това пътуванията му, що се касае до Европа, са редки и ограничени до края на ХХ век, до времето, когато най-накрая получава австралийско гражданство и паспорт. В тези ранни години той работи на различни работни места и упражнява различни професии, включително като автобусен кондуктор. Дейната му натура го карат да създаде широка мрежа от контакти в източните щати на Австралия, от Куинсланд до Нов Южен Уелс и Виктория, когато е ангажиран с няколко либертариански групи. Това включва няколко години с Jura Books Collective в Сидни, към който се присъединява скоро след основаването на книжарницата през 1977 г.
През 1965 г. Джак стартира „Red and Black“, малко анархистично списание, което предоставя анархистки анализ на случващото се в света и което, също публикува и теоретични статии, свързани с анархизма. Списанието „Червено и черно“, започнато през 1965 г., съществува в продължение на 35 години.
Роден е на 5 юли 1925 в Малко Търново и си отива от този свят на 15 май 2016 в Куаама, Нов Южен Уелс, Австралия

## Заглавия на някои статии в „Червено и черно“
- Russia 1917: why not anarchism? – интервю между Таквер и Джак Грънчаров, български анархист, който бяга от сталинските репресии и се мести в Австралия, като говори за своята активност в Австралия през 50-те години на миналия 20-ти век.[6]
- Red & black: an anarchist journal – статия от „Red & Black“: анархистическо списание от 1975 г., което се опитва да обясни защо анархистите не са постигнали успех по време на руската революция от 1917 г.[6]
- Marxism-Leninism: vehicle of capitalism – аннотация, написана за списанието от Джо Тоскано през 1998 г.[6]
- Andrea, Virgilia d’, 1890 – 1932 – статия за марксизма-ленинизма, написана от Джак Грънчаров и публикувана в Red and Black: Anarchist Journal, № 9, пролетта 1979 г.[6]

## Цитати от Желязко Грънчаров
Анархизмът плашеше комунистите, защото им напомняше за автентичното социалистко съзнание. Фашизмът, нацизмът, империализмът бяха само думи с които да се мобилизират и манипулират масите, докато анархизмът ги плашеше, защото носеше в себе си надеждите на пролетариата, на народа – семената на Социалната Революция, вече в действие.

## Външни препраки
- Джак Анархистът (Джак Гранчаров). Какво има да каже тайната полиция... на английски